# Yukiya Amano
Yukiya Amano (en japonès: 天野 之弥 Amano Yukiya?; 9 de maig de 1947 - 22 de juliol de 2019) va ser un diplomàtic japonès i alt funcionari públic internacional a les Nacions Unides i les seves divisions. Fou ambaixador i representant del Japó a l'Organisme Internacional d'Energia Atòmica (OIEA), entitat de la qual va ser elegit Director General el 2009, i n'ocupà el càrrec fins a la seva mort el 2019.